# Lynn Salvatori
Lynn Ann Salvatori (* 8. August 1954 in Ventura, Kalifornien) ist eine US-amerikanische ehemalige Stuntfrau und Stuntkoordinatorin.

## Leben
Salvatori unterrichtete nach ihrem Collegeabschluss ein paar Jahre lang Gymnastik. In den späten 1970er-Jahren arbeitete sie im Rocky Mt. Studio in Boulder, Colorado mit exotischen Tieren, wie etwa Löwen, Tigern, Bären und andern kleineren Tieren, die sie für Werbeauftritte vorbereitete. Während dieser Zeit machte sie Bekanntschaft mit einigen Stuntmännern und sie fing an, sich für diese Tätigkeit zu interessieren. Sie übte sich in diversen Sportarten, in körperlichen Kampf, in der Kunst des Fallens aus großer Höhe und im Auto- sowie Motorradfahren und besuchte Filmsets, auf denen sie ihre Dienste als Stuntwoman anbot, woraufhin sie nach und nach Aufträge erhielt.
Salvatori arbeitete von 1984 bis 2005 als Stuntwoman und absolvierte während dieser Zeit in zahlreichen Filmen Stunts, so etwa in Night of the Demons (1988), Nightmare on Elm Street 5 – Das Trauma (1989), Die nackte Kanone 2½ (1991), Mars Attacks! (1996), Titanic (1997), Der Schakal (1997), Austin Powers – Spion in geheimer Missionarsstellung (1999) und The Scorpion King (2002). Zudem betätigte sie sich ab den 1990er-Jahren bis 2014 als Stuntkoordinatorin. Auch hatte sie einige wenige, sehr kleine, Auftritte in Film- und Fernsehproduktionen. In David Carsons Science-Fiction-Film Star Trek: Treffen der Generationen spielte sie 1994 die Antonia, eine Geliebte von Captain James T. Kirk.

## Filmografie
Als Stuntfrau (Auswahl)
- 1988: Night of the Demons
- 1988: Das Böse II (Phantasm II)
- 1989: Nightmare on Elm Street 5 – Das Trauma (A Nightmare on Elm Street: The Dream Child)
- 1989: Phantom Nightmare – Phantom des Todes (Phantom of the Mall: Eric’s Revenge)
- 1990: Joe gegen den Vulkan (Joe Versus the Volcano)
- 1990: Ghost Dad – Nachrichten von Dad (Ghost Dad)
- 1991: Valkenvania – Die wunderbare Welt des Wahnsinns (Nothing But Trouble)
- 1991: Switch – Die Frau im Manne (Switch)
- 1991: Die nackte Kanone 2½ (The Naked Gun 2½: The Smell of Fear)
- 1991: Reine Glückssache (Pure Luck)
- 1991: Wedlock
- 1991: Hexenjagd in L.A. (Cast a Deadly Spell, Fernsehfilm)
- 1991: Haus der Vergessenen (The People Under the Stairs)
- 1992: Die Hand an der Wiege (The Hand That Rocks the Cradle)
- 1992: Batmans Rückkehr (Batman Returns)
- 1992: Cool World
- 1992: Liebling, jetzt haben wir ein Riesenbaby (Honey, I Blew Up the Kid)
- 1992: Mom und Dad retten die Welt (Mom and Dad Save the World)
- 1992: Hydrotoxin – Die Bombe tickt in Dir (Live Wire)
- 1993: Even Cowgirls Get the Blues
- 1993: Die Beverly Hillbillies sind los! (The Beverly Hillbillies)
- 1994: Tödliche Absichten (Mother’s Boys)
- 1994: Freddy’s New Nightmare (Wes Craven’s New Nightmare)
- 1994: Airheads
- 1994: Ed Wood
- 1994: Star Trek: Treffen der Generationen (Star Trek Generations)
- 1995: Outbreak – Lautlose Killer (Outbreak)
- 1995: 3 Ninjas – Fight & Fury (3 Ninjas Knuckle Up)
- 1995: Strange Days
- 1996: Independence Day
- 1996: Die dicke Vera (Larger Than Life)
- 1996: Mars Attacks!
- 1996: Scream – Schrei! (Scream)
- 1997: Die schrillen Vier in Las Vegas (Vegas Vacation)
- 1997: Contact
- 1997: Titanic
- 1997: Der Schakal (The Jackal)
- 1998: Auf der Jagd (U.S. Marshals)
- 1998: Die Sportskanonen (BASEketball)
- 1998: Letters from a Killer
- 1998: Outside Ozona
- 1998: Mein großer Freund Joe (Mighty Joe Young)
- 1999: Go
- 1999: Austin Powers – Spion in geheimer Missionarsstellung (Austin Powers: The Spy Who Shagged Me)
- 1999: Wehrlos – Die Tochter des Generals (The General's Daughter)
- 1999: Bowfingers große Nummer (Bowfinger)
- 1999: Der Mondmann (Man on the Moon)
- 2000: Supernova
- 2000: Cast Away – Verschollen (Cast Away)
- 2000: Ey Mann, wo is’ mein Auto? (Dude, Where’s My Car?)
- 2001: Rat Race – Der nackte Wahnsinn (Rat Race)
- 2001: Tremors 3 – Die neue Brut (Tremors 3: Back to Perfection)
- 2002: Collateral Damage – Zeit der Vergeltung (Collateral Damage)
- 2002: The Scorpion King
- 2005: Flightplan – Ohne jede Spur (Flightplan)
- 2005: Soccer Moms (Fernsehfilm)

Als Stuntkoordinatorin
- 1992: Schrei nach Liebe (A Murderous Affair: The Carolyn Warmus Story, Fernsehfilm)
- 1995: Der Indianer im Küchenschrank (The Indian in the Cupboard)
- 1998: Der Kuss des Mörders (Kiss of a Stranger)
- 1999: Der Feind in meinem Haus (Stranger in My House)
- 1999: Der 13te Krieger (The 13th Warrior)
- 2000: Drive In
- 2002: Der Duft des Wahnsinns (The Rose Technique)
- 2003: Prey for Rock & Roll
- 2003: Diamond and Sphinx
- 2004: Spy Girls – D.E.B.S. (D.E.B.S.)
- 2006: Comedy Hell
- 2006: Séance
- 2014: Girltrash: All Night Long

Als Schauspielerin
- 1990: Raumschiff Enterprise: Das nächste Jahrhundert (Star Trek: The Next Generation, Fernsehserie, zwei Folgen)
- 1991: Grand Canyon – Im Herzen der Stadt (Grand Canyon)
- 1993: Ground Zero Texas (Videospiel)
- 1994: Star Trek: Treffen der Generationen (Star Trek: Generations)
- 2000: The Huntress (Fernsehserie, eine Folge)
- 2014: Before It’s Too Late (Kurzfilm)